# Jochen Stern

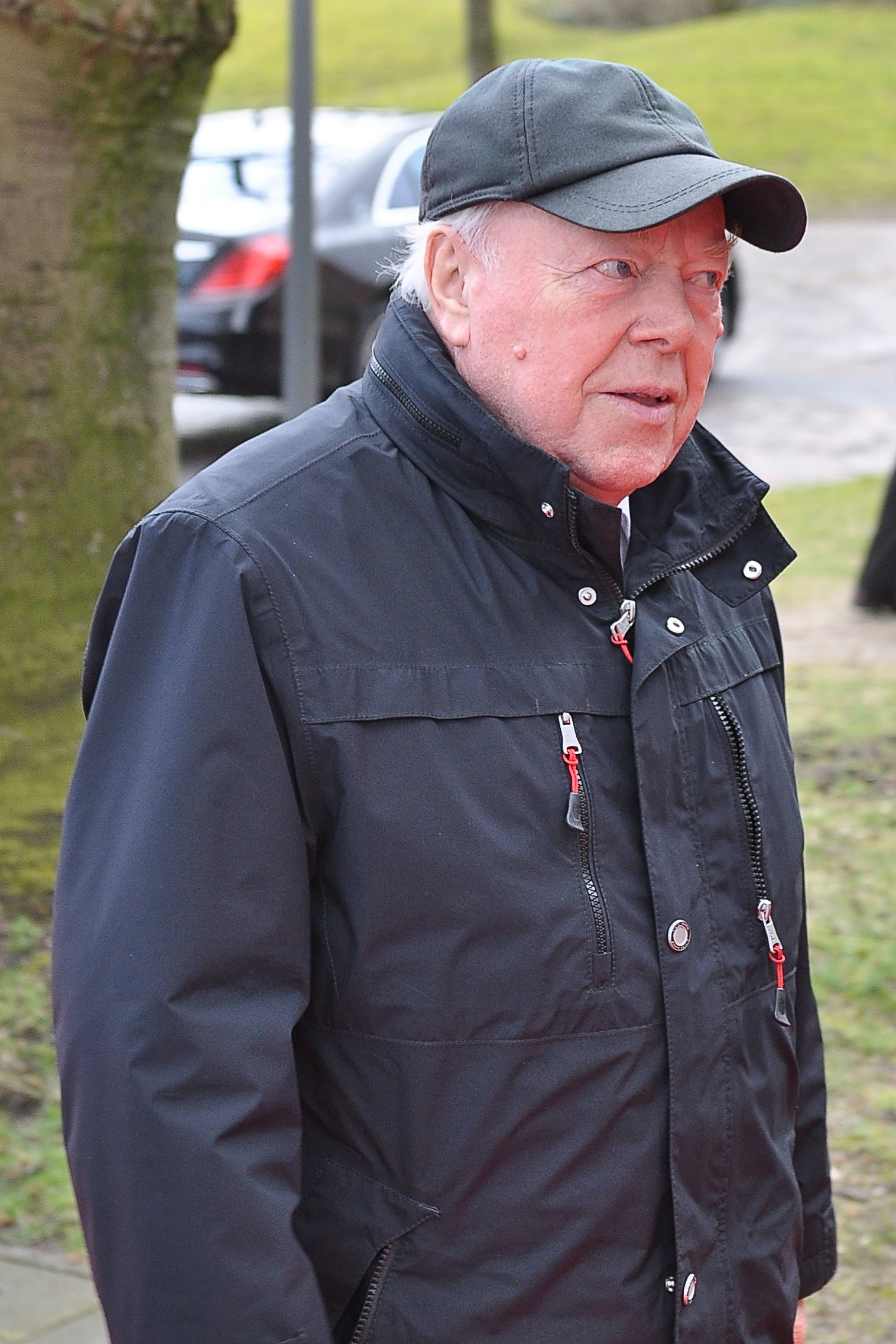
Jochen Stern bei der Verleihung des Grimme-Preises 2015

Jochen Stern, auch Joachim R. Stern, (* 10. September 1928 in Frankfurt (Oder)) ist ein deutscher Schauspieler und Buchautor.

## Leben
Stern besuchte die Volksschule und das Friedrichsgymnasium in Frankfurt an der Oder. Von 1944 bis 1945 diente er im Zweiten Weltkrieg als Luftwaffenhelfer und Flaksoldat. Am 1. Juli 1946 trat er der Liberaldemokratischen Partei Deutschlands bei. Auf Grund seines Engagements für diese Partei wurde er im darauf folgenden Jahr vom sowjetischen Geheimdienst (NKWD) verhaftet und zu 25 Jahren Zwangsarbeit in der Justizvollzugsanstalt Bautzen verurteilt. 1954 wurde er in die  Bundesrepublik Deutschland entlassen. In der Haftzeit kam er zur Schauspielerei, die er als „Betäubungsmittel“ gegen die schweren Haftbedingungen beschrieb. Nach der Entlassung aus der Haft holte er zunächst das Abitur nach und studierte dann Rechtswissenschaft in Göttingen.
Neben seiner Theaterarbeit wirkte Stern in zahlreichen Film-, Fernsehproduktionen mit. Eine seiner ersten Fernsehrollen hatte er in der Serie Ein Herz und eine Seele, zunächst in einer Episode als Erich Rübensahm, später in drei Folgen als Ekel Alfreds bester und einziger Freund Erwin Koslowski. Bis heute ist Stern im Fernsehen in zahlreichen Gastrollen zu sehen, eine wiederkehrende Rolle hatte er in den 1990er-Jahren als Butler George Hethay in der Serie Verbotene Liebe. Im Kino übernahm er Nebenrollen in Filmen wie Aimée & Jaguar (1999), Good Bye, Lenin! (2003) und Altersglühen – Speed Dating für Senioren (2014). 2008/2009 war er mit der Theaterrevue Die Sternstunde des Josef Bieder (von Eberhard Streul und Otto Schenk) auf Tournee. In den 2000er-Jahren unternahm er auch Lesungen aus Stasi-Akten.
Neben der Schauspielerei ist Stern Autor mehrerer Bücher, u. a. veröffentlichte er das Werk Und der Westen schweigt. Erlebnisse, Berichte, Dokumente über Mitteldeutschland 1945–1975, das zwischenzeitlich beim OstEuropaZentrum Berlin-Verlag in seiner Edition DDR Geschichte Zeitzeugen unter neu gefasstem Titel Und der Westen schwieg. Die SBZ/DDR 1945–1975. Erlebnisse – Berichte - Dokumente erneut vorliegt. 2017 veröffentlichte er die autobiografischen Romane Die ewige Morgenröte – Tage des Erwachens und Das Leben ist kein Spiel. Die Werke zeigen den Enthusiasmus junger Menschen in der Nachkriegszeit, die durch den russischen Geheimdienst erst instrumentalisiert und dann zu Haftstrafen verurteilt werden.
Seit 1957 wohnt er in Bonn und seit einigen Jahren auch wieder in Frankfurt an der Oder. Jochen Stern ist Ehrenmitglied des FDP-Kreisverbandes Frankfurt/Oder. 2007 zeichnete ihn Guido Westerwelle mit der Theodor-Heuss-Medaille in Gold aus.
Die Hauptmilitärstaatsanwaltschaft der Russischen Föderation rehabilitierte Jochen Stern am 12. Mai 1995 als Opfer politischer Repressionen.

## Filmografie (Auswahl)
- 1968–1976: Express (Fernsehserie, 30 Folgen)
- 1969: Harakiri Whoom (Kurzfilm)
- 1969: Die zweideutige Zukunft des Homo Faber (Fernsehserie, 6 Folgen)
- 1970: Der Spatz vom Wallrafplatz (3 Folgen)
- 1973: Der Monddiamant
- 1973–1974: Robinzak (3 Folgen)
- 1973–1974: Ein Herz und eine Seele (4 Folgen)
- 1974: Lemmi und die Schmöker (3 Folgen)
- 1974: Stellenweise Glatteis
- 1975–1976 Mr. Knickerbocker (3 Folgen)
- 1976: Klamottenkugeln
- 1977: Räuber und Gendarm
- 1978: Dreizack (3 Folgen)
- 1979: Kabarett zum Auf- und Zuklappen (2 Folgen)
- 1980: Locker vom Hocker (2 Folgen)
- 1981: Die falschen Fuffziger (6-teilige Serie)
- 1982: So ein Theater (6 Folgen)
- 1982: Es bleibt alles in der Familie
- 1983: Geschichten aus der Heimat (Fernsehserie, Folge: Die Karpfenbeichte)
- 1984: Vorsicht Falle
- 1985: Waidmannsheil
- 1986: Montagsfamilie
- 1987: Goldjunge
- 1988: Lindenstraße (1 Folge)
- 1988: Hafendetektiv
- 1990: Ein Fall für zwei (Fernsehserie, Folge: Bruderhaß)
- 1991: Im besten Alter
- 1991: Tatort: Tod im Häcksler (Fernsehreihe)
- 1992: Tatort: Falsche Liebe
- 1994: Is was, Trainer? (3 Folgen)
- 1994: Balko
- 1994: Tödliche Wahl
- 1995: Mit einem Bein im Grab
- 1995: Die Fallers (5 Folgen)
- 1996: Die Wache – Schutzengel
- 1996: Verbotene Liebe (14 Episoden)
- 1996: Wo laufen sie denn?
- 1997–2002: Nikola (11 Folgen)
- 1998: SK Kölsch (3 Folgen)
- 1998: Wilsberg: In alter Freundschaft
- 1998: Der Laden
- 1998: Unter uns (Fernsehserie, Folgen 985 und 986)
- 1999: Alphateam (1 Folge)
- 1999: Aimée & Jaguar
- 2000: Paul Is Dead
- 2000: Tatort: Direkt ins Herz
- 2000: Nesthocker – Familie zu verschenken
- 2000: Motorradcops
- 2001: Harte Brötchen
- 2002: Alles Atze
- 2002: Großstadtrevier – Königskinder
- 2002: Wie die Karnickel
- 2003: Unser Charly - In aller Freundschaft
- 2003: Good Bye, Lenin!
- 2004: Alarm für Cobra 11 – Die Autobahnpolizei – Heinrich und Paul
- 2004: Männer wie wir
- 2004: SOKO Köln (2 Folgen)
- 2005: Pastewka – Der Mietvertrag
- 2007: Der Dicke – Schlafende Hunde
- 2007: Tatort – Blutsbande
- 2008: Alter vor Schönheit
- 2008: Mord mit Aussicht – Waldeslust
- 2008: Notruf Hafenkante – Überraschende Begegnung
- 2010: Danni Lowinski – Alles auf Schwarz
- 2011: Arschkalt
- 2012: Tatort – Tödliche Häppchen
- 2012: Die Superbullen
- 2012: Mord mit Aussicht – Saftladen
- 2013: Ein Fall für zwei – Unterm Lindenbaum
- 2014: Heldt – Taubenschlag
- 2014: Danni Lowinski – Sie ist wieder da
- 2014: Altersglühen – Speed Dating für Senioren
- 2015: Rentnercops – Keine ruhige Minute
- 2015: Das Kloster bleibt im Dorf
- 2015: Einstein
- 2017: Alles Klara – Multiresistent
- 2019: Einstein – Siedepunkt
- 2020: Alte Bande
- 2022: Eine Stadt und ihr Gefängnis – Der Ruf aus Bautzen (Dokumentarfilm)
- 2024: Marie Brand und die lange Nase

## Werke
- Die ewige Morgenröte – das Leben ist kein Spiel, Roman. Rehau: Burg Verlag, Dezember 2017, ISBN 978-3-944370-70-5.
- Die ewige Morgenröte – Tage des Erwachens, Roman. Rehau: Burg Verlag, März 2017, ISBN 978-3-944370-57-6
- Und der Westen schweigt. Erlebnisse, Berichte, Dokumente über Mitteldeutschland 1945–1975. K.W. Schütz Verlag, Preußisch Oldendorf 1976, ISBN 3-87725-081-5.
- Von Mimen und anderen Menschen. Aus dem Leben eines Komödianten. Neuaufl. Burg Verlag, Rehau 2010, ISBN 978-3-937344-48-5 (Autobiographie).
- Wendezeit oder: Die Sehnsucht nach Revanche. Tagebuchnotizen des Ewald P.; Roman. Reinhold Kolb Verlag, Mannheim 2004, ISBN 978-3-936144-39-0.
- WegEnd. Novelle. Reinhold Kolb Verlag, Mannheim 2004, ISBN 978-3-936144-35-2.
- Mimen – Kränze. Heitere und nachdenkliche Geschichten von Bühne, Film und Fernsehen. Burg Verlag, Rehau 2006, ISBN 978-3-937344-34-8 (Autobiographie).
- Und der Westen schwieg : die SBZ/DDR 1945–1975 ; Erlebnisse – Berichte – Dokumente im OEZ-Berlin-Verlag, Berlin 2014, ISBN 978-3-942437-22-6.

## Auszeichnungen
- 1999: Adolf-Grimme-Preis für Der Laden
- 2007: Theodor-Heuss-Medaille in Gold
- 16. November 2009: Verdienstkreuz am Bande der Bundesrepublik Deutschland